# Osred II.
Osred II. (auch Osredus, Osræd; * um 770; † 14. September 792 in Aynburg) war von 788 bis 790 König des angelsächsischen Königreiches Northumbria.

## Leben

### Familie
Osred Eltern waren Ealchred (765–774) und Osgifu, die entweder die Tochter von Oswulf (758–759) oder von Eadberht (737–758) war. Osred vereinigte damit zwei der rivalisierenden Linien des Königshauses, das Haus Ocga (mütterlicherseits) und das Haus Eadric (väterlicherseits), die vom Dynastiegründer Ida (547–559/560) abstammten. König Ælfwald I. (778/779–788) war wahrscheinlich ein Onkel mütterlicherseits. Der Heilige Alcmund, der im Jahr 800 während der Herrschaft Eardwulfs (796–810?) ermordet wurde, war angeblich ein Bruder Osreds.

### Herrschaft, Exil und Tod

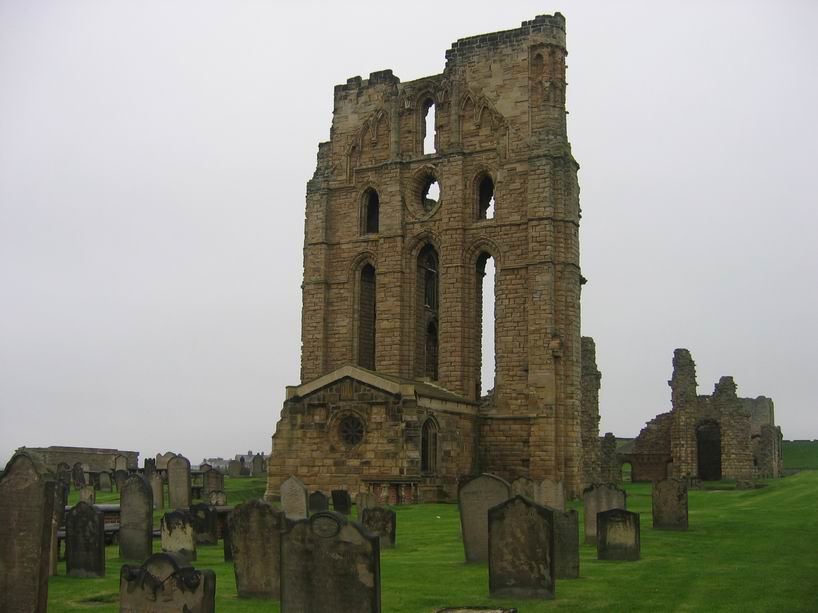
Osred wurde in der Tynemouth Priory beigesetzt.

Æthelred I. wurde 778/779 abgesetzt und mit Osreds Verwandtem Ælfwald I. (778/779–788) gelangte wieder die Linie der Eatingas auf der Thron. Æthelred musste während der Regierungszeit seiner Nachfolger Ælfwald I. und Osred II. ins Exil. König Ælfwald wurde am 23. September 788 durch den Ealdorman Sicga bei Scythlecester (wahrscheinlich das heutige Chesters) ermordet. Seine Söhne Ælf und Ælfwine waren als Thronerben vermutlich noch zu jung, sodass ihm sein neua/nepos („Neffe“, auch allgemein für „Verwandter“) Osred auf den Thron folgte. Osred wurde im Jahr 790 seines Amtes enthoben und zunächst als Mönch in York in Klosterhaft genommen. Æthelred wurde wieder inthronisiert. Bald darauf floh Osred ins Exil auf die Isle of Man.
Æthelred ließ im Jahr 791 Ælf und Ælfwine, die Söhne Ælfwalds, als Thronrivalen aus York entführen und bei Wonwaldremere (Windermere) ermorden. Die Unzufriedenheit mit Æthelreds Herrschaft wuchs an, sodass Osred aus seinem Exil zurückgerufen wurde. Als er 792 den Thron zurückerobern wollte, wurde er von seinen Anhängern im Stich gelassen, gefangen genommen und am 14. September in Aynburg (nicht lokalisiert) hingerichtet. Sein Leichnam wurde in der Kirche der Tynemouth Priory in Tynemouth beerdigt.